# Spiranthinae
De Spiranthinae vormen een subtribus binnen de Cranichideae, een tribus uit de orchideeënfamilie (Orchidaceae)
De subtribus omvat ongeveer 40 geslachten en ongeveer 410 soorten.
Spiranthinae zijn voornamelijk terrestrische orchideeën, enkele soorten zijn epifytisch. Ze hebben dikwijls zilvergevlekte of -gestreepte bladeren (vandaar de Engelse naam 'Painted Leaved Orchids') in een basale spiraal of een bladrozet. De wortelstok is vlezig. De bloemen zijn klein tot middelgroot en meestal wit, geel, groen, roze of rood gekleurd. De bloemlip draagt meestal een spoor.
Spiranthinae-soorten zijn wereldwijd verspreid, maar vooral in de neotropen (tropisch Midden- en Zuid-Amerika) is dit geslacht vertegenwoordigd. Slechts één geslacht, Spiranthes, is met enkele soorten ook in Europa vertegenwoordigd.

## Taxonomie
De subtribus Spiranthinae, zoals gedefinieerd door Dressler (1993), is geen monofyletische groep, tenzij het geslacht Galeottiella wordt uitgesloten.
- Geslachten:
  - Aracamunia Carnevali & I.Ramirez
  - Aulosepalum Garay
  - Beloglottis Schlechter
  - Brachystele Schltr.
  - Buchtienia Schltr.
  - Coccineorchis Schltr.
  - Cotylolabium Garay
  - Cybebus Garay
  - Cyclopogon C.Presl 
  - Degranvillea Determann
  - Deiregyne Schltr.
  - Dichromanthus Garay
  - Discyphus Schltr.
  - Dithyridanthus Garay
  - Eltoplectris Raf.
  - Eurostyles Wawra
  - Funkiella Schltr.
  - Galeottiella Schltr.
  - Greenwoodia Burns-Bal.
  - Hapalorchis Schltr.
  - Helonema Garay
  - Kionophyton Garay
  - Lankesterella Ames
  - Lyroglossa Schltr.
  - Mesadenella Pabst & Garay
  - Mesadenus Schltr.
  - Microthelys Garay
  - Odontorrhynchos Correa (1953)
  - Oestlundorchis Szlach.
  - Pelexia Poit. ex Lindl.
  - Pseudogoodyera Schltr.
  - Pteroglossa Schltr.
  - Sacoila Raf.
  - Sarcoglottis C.Presl.
  - Sauroglossum Lindl.
  - Schiedeella Schltr.
  - Skeptrostachys Garay
  - Spiranthes Rich.
  - Stalkya Garay
  - Stenorrhynchus A.Rich.
  - Stigmatosema Garay
  - Svenkoeltzia Burns-Bal.
  - Thelyschista Garay
  - Veyretia Szlach.
  - Wallnoeferia Szlach.